# Castell d'Alcantarilha
El Castell d'Alcantarilha era un antic conjunt militar a la localitat i freguesia d'Alcantarilha, al municipi de Silves, a la regió de l'Algarve, a Portugal. Fou construït durant el període musulmà, i després fou ampliat al llarg de la seua història. Tenia una funció doble: defensar l'interior de l'Algarve i impedir invasions vingudes de per la costa.(1) Entrà en declivi a partir del segle xviii, i quasi fou totalment demolit; només en sobrevisqueren uns panys de muralles.(1)

## Descripció

### Situació
Els vestigis del castell es troben al centre històric d'Alcantarilha, junt al carrer de la Misericòrdia, a la Travessia del Castell i a la plaça del General Humberto Delgado. A l'actual carrer de Palmeiras aparegueren indicis d'una antiga carretera, probablement utilitzada des dels segles XVI o XVII, que passava a la vora del castell.

### Composició i conservació
El castell constava d'una tanca amb sis baluards, un en cada angle, i una porta principal amb arc.
A causa de l'abandó secular, el castell està molt degradat: només conserva alguns fragments de la muralla, parcialment tapats per edificis moderns.(1) El pany més gran n'és junt a la travessia del Castell, compost per pedres menudes organitzades de forma irregular, sistema de construcció totalment diferent dels trobats en castells islàmics de l'Algarve.(1) Aquest tipus de construcció és considerat per diversos autors com del període medieval.(4) Aquest tram té prop de 12 m de llarg i 4,5 m d'alçada, annex a edificis al nord-oest i sud-est. Junt al carrer de Nossa Senhora do Carmo, al costat sud-est, és visible el cantó d'un baluard.(4) A la vora de la travessia del Castell hi ha una paret de carreus de forma corba, obert al sud-oest per una porta, i al nord-oest per una finestra a uns quatre metres d'altura.(4)
Els murs del Castell d'Alcantarilha encara presenten escletxes i merlets, cosa que demostra l'existència d'un camí de ronda, que va desaparéixer totalment.(1) Al llarg del costat est del carrer del Lagar hi ha un altre pany de muralla i part d'una torrassa, en què es va construir una residència particular. Aquesta torrassa té una estructura semblant a altres trobades al Castell de Lagos.(4) Aquest mur continua cap al nord, més enllà de la cruïlla amb el carrer d'Escadinhas do Lagar.(4)
El Castell d'Alcantarilha es classificà com a Immoble d'Interés Públic pel Decret núm. 129/77, de 29 de setembre del 1977. La zona de classificació, però, només engloba el tros més gros de la muralla, malgrat haver estat identificada una altra part junt al carrer del Lagar, que no va ser protegit.(4) Malgrat estar quasi totalment destruït, el Castell d'Alcantarilha és considerat un dels principals monuments de la vila, i de gran importància en la seua història.

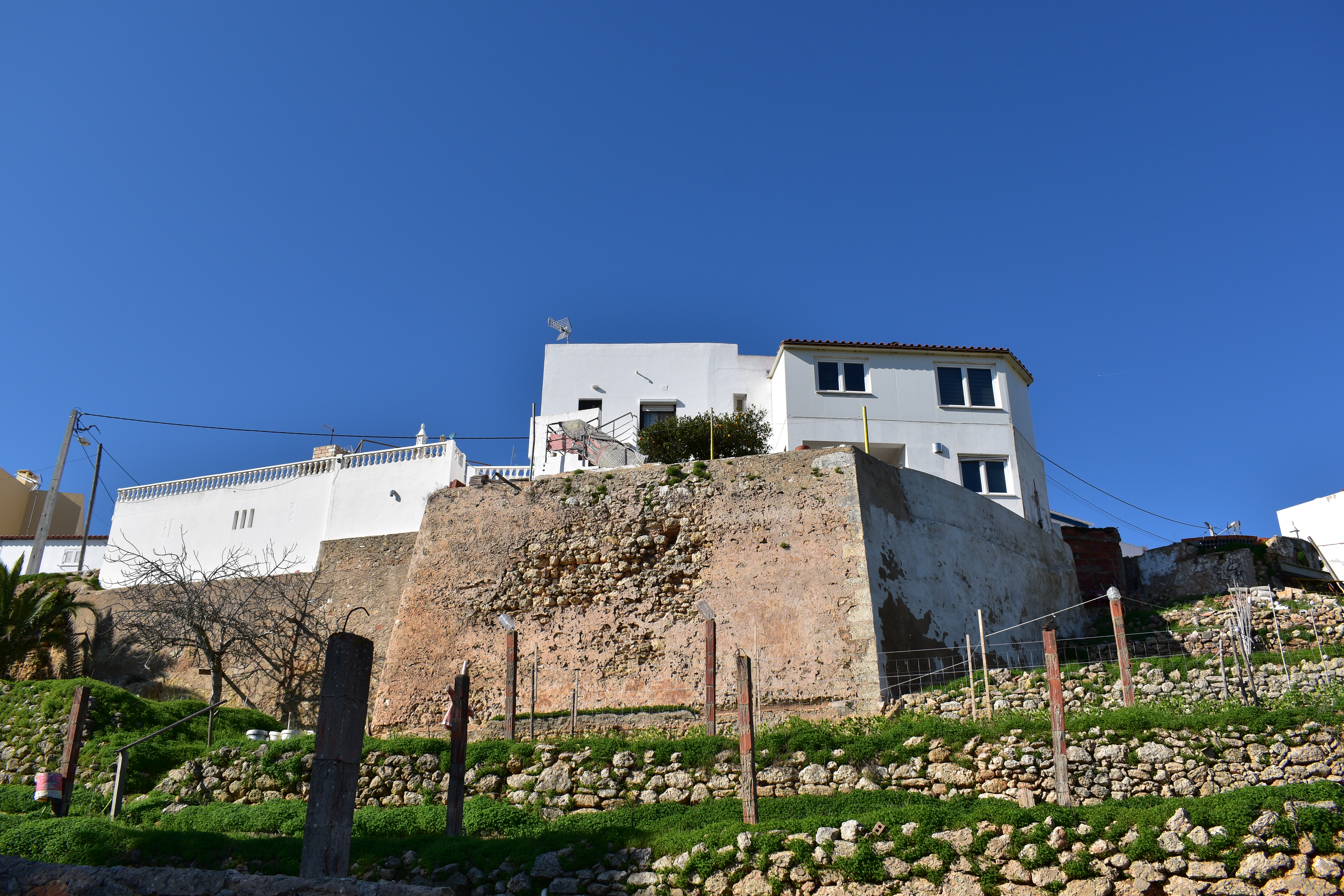
Antic baluard del Castell d'Alcantarilha

## Història

### Antecedents
El poble d'Alcantarilha fou habitat des de l'antiguitat, com ho demostra el gran nombre de vestigis arqueològics trobats en obres privades, al nucli històric.(1) La població primitiva degué ser un castre lusità, ocupat en el període de transició del Neolític a l'Eneolític, que degué ser conquerit pels exèrcits romans al 198 ae, i passà a ser utilitzat com una base militar, unida al port d'Armação de Pêra.

### Període islàmic i conquista cristiana
Durant el període islàmic, Alcantarilha tenia importància estratègica, doncs era junt a un pont de la carretera entre Faro i Silves, llavors les principals ciutats de la zona.(1) Segurament per aquest pont el poble té el nom àrab d'al-qantarâ, després modificat en Alcantarilha.(1) En aquest període, durant el segle XII, se'n construiria el castell.(9)
En el segle xiii, Alcantarilha fou conquerida per les forces cristianes de Paio Peres Correia, durant el regnat d'Alfons III.(9) Durant aquest període, el castell també tenia importància, i és per això que el monarca feu grans obres en aquella fortalesa, i un dels vestigis d'aquesta intervenció deu ser la forma relativament ovalada dels carrers més alts d'Alcantarilha.(1) Segons alguns autors, fou després de la conquesta cristiana quan es construí el castell.(6)

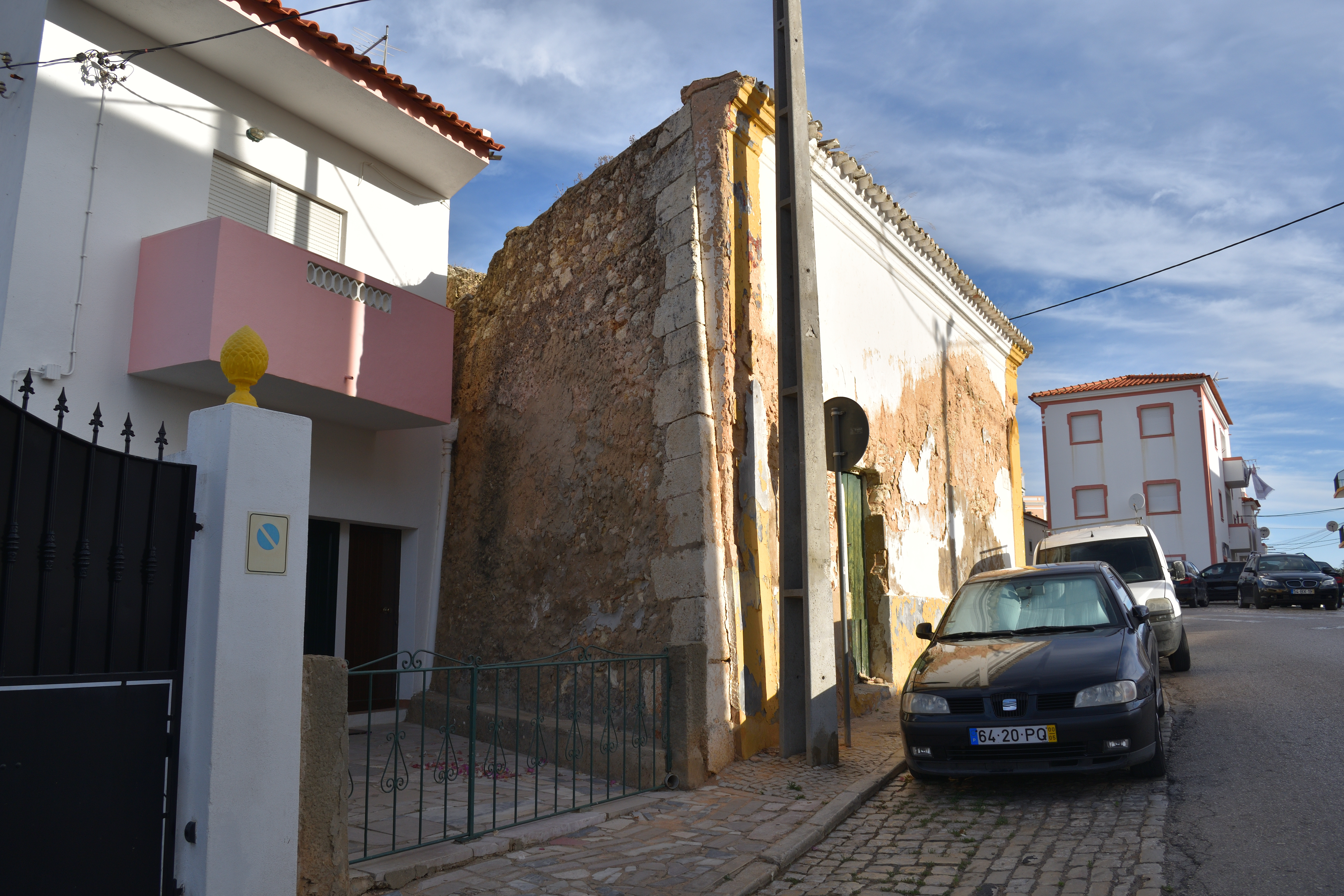
Restes de muralla, al carrer de Nossa Senhora do Carmo. L'edifici en ruïnes al centre és l'antic mercat municipal, inaugurat el 1934

### Segles XVI i XVII
En el segle xvi, possiblement durant el regnat de Joan III, es construirien les muralles d'Alcantarilha. No obstant això, el poble fou atacat per pirates berbers el 1550, quan va ser saquejat, i el 1559, en què la població es refugià a Silves, per manca de defenses.(6) El 1571, el rei Sebastià I n'acabà les muralles, i el 28 de gener de 1573 visità Alcantarilha.(10) El cronista João Cascão, que formava part del grup del rei, va escriure que «Alcantarilha, llogaret de 150 veïns, que ara es tanca amb mur tot en roda, i amb baluards en llocs convenients, per ser prop de la costa […] Va entrar el rei pel principal carrer del llogaret que, d'una banda i d'altra, estava ple de gent, i a la finestres algunes noies. […] i van caminar per Alcantarilha veient el nou edifici».(6) Llavors el castell encara era important des del punt de vista militar.(1) Aquests treballs modificaren profundament l'estructura del castell, que va perdre així quasi tota la seua arquitectura original islàmica.(1) Alguns investigadores suggeriren que el castell només hauria estat construït llavors, a causa dels atacs anteriors a Alcantarilha.(6) Segons l'obra Corograﬁa del Regne de l'Algarve, escrita per Frei João de Sâo José el 1577, el mur d'Alcantarilha encara estava en construcció.(6) El 1621, l'enginyer militar italià Alexandre Massai es refereix a Alcantarilha en Descripció del Regne de l'Algarve, i aconsella que es concloguen les obres de les muralles; només se n'havien acabat el baluard i parcialment els murs.(6) Segons l'obra de Lívio da Costa Guedes Aspectes del Regne de l'Algarve, en els segles xvi i XVII, Massai hauria referit que «em sembla correcte aquest lloc digne i mereixedor d'acabar-se-li aquest mur, perquè té a la vora un altre lloc dalt anomenat Pera, i ambdós tenen el risc d'un assalt […] i també per la seguretat de les naus junt d'aquest lloc que són de Pera i Pedra da Galé, on a la costa està la família d'aquests armadors».(4) Hi afegí que Alcantarilha disposava d'una bona força de milícia, composta per 27 soldats a cavall i 221 a peu.(4) Massai dissenya una planta del projecte per al castell, que havia de presentar la forma d'un polígon hexagonal, estés al llarg de la carena, amb part dels murs bolcats al sud, mentre que la resta deuria estar tancada per un fossat.(4)
El castell va sofrir de nou obres de restauració al 1640, durant la Guerra de la Restauració de la Independència.(9)

### Segle XVIII
En el segle xviii, el Castell d'Alcantarilha entra en un profund estat de decadència, potser pel sisme de 1755.(1) El 1758 el marqués de Pombal ordena que els capellans informen dels estralls del terratrèmol, i el d'Alcantarilha en relata només danys lleugers a l'església, i no en parla de les muralles.(6) Segon el Pla Director Municipal, l'arc de la Porta de la Vila s'esfondrà durant aquest segle, i els materials se'n reaprofitaren per a la construcció del pont sobre la Ribera d'Alcantarilha.(2)

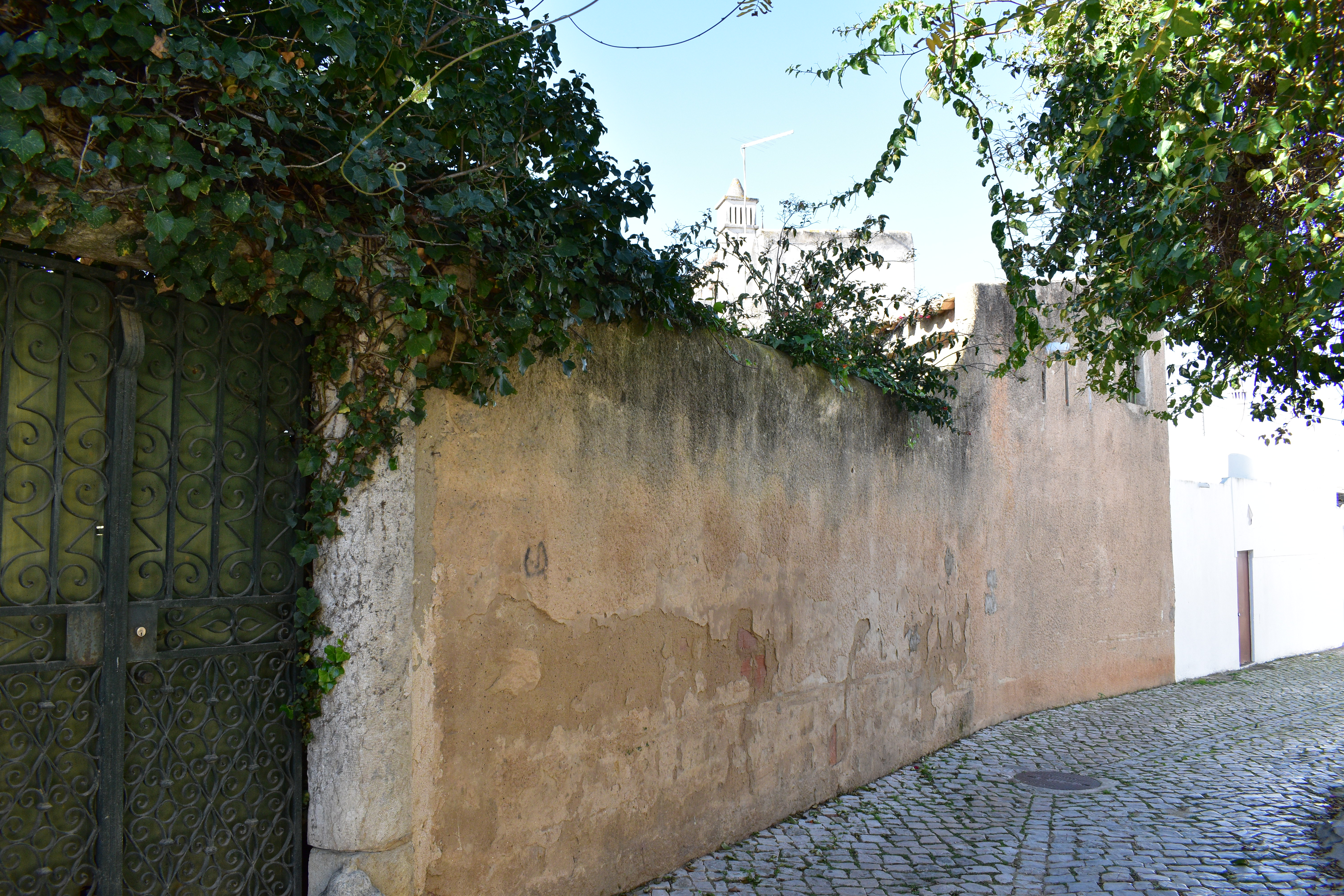
Vestigis de la muralla a la travessia del Castell

### Segles XIX i XX
El 2 de juliol de 1934, s'inaugura l'edifici del Mercat Municipal d'Alcantarilha, adossat parcialment a la muralla. En la dècada del 1940, el Castell d'Alcantarilha encara es considerava en bon nivell de conservació, tot i que l'expansió urbana en destruí gran part de l'estructura, i fou modificada profundament la zona dins els murs, mentre que grans parts de la muralla es demoliren.(1)
L'agost de 1973 la Secretaria d'Estat d'Instrucció i Cultura – Direcció General d'Afers Culturals envia un ofici a Silves, informant que es classificaria el Castell d'Alcantarilha com a Immoble d'Interés Públic.(6) El 1974 en comencen els tràmits i en el Jornal do Algarve de 27 de juliol d'aquest any, es publica la creació de la servitud administrativa, una zona de protecció amb 50 m de radi.(6) El procés de classificació del castell conclou el 29 de setembre de 1977.(7)
El 2000, el castell sofreix treballs de prospecció arqueològica, en l'àmbit del Projecte de Parcel·lació dels Perímetres de Vale da Vila i Alcantarilha, a Silves.(2)

### Segle XXI
Al 2011, es feren treballs arqueològics al carrer das Palmeiras.(3) A maig de 2015, s'organitza una recreació històrica a Alcantarilha, per commemorar la visita reial del 28 de gener del 1573.(10) Al gener de 2016, l'Arxiu Municipal de Silves organitza una exposició sobre el Castell d'Alcantarilha als Paços de l'Ajuntament.